# Chiesa dei Santi Filippo e Giacomo (Tavernole sul Mella)
La chiesa dei Santi Filippo e Giacomo è la parrocchiale di Tavernole sul Mella, in provincia e diocesi di Brescia; fa parte della zona pastorale dell'Alta Val Trompia.

## Storia
Inizialmente Tavernole costitutiva una diaconia dipendente dalla pieve di San Giorgio di Bovegno, mentre successivamente confluì nella parrocchia di Cimmo.

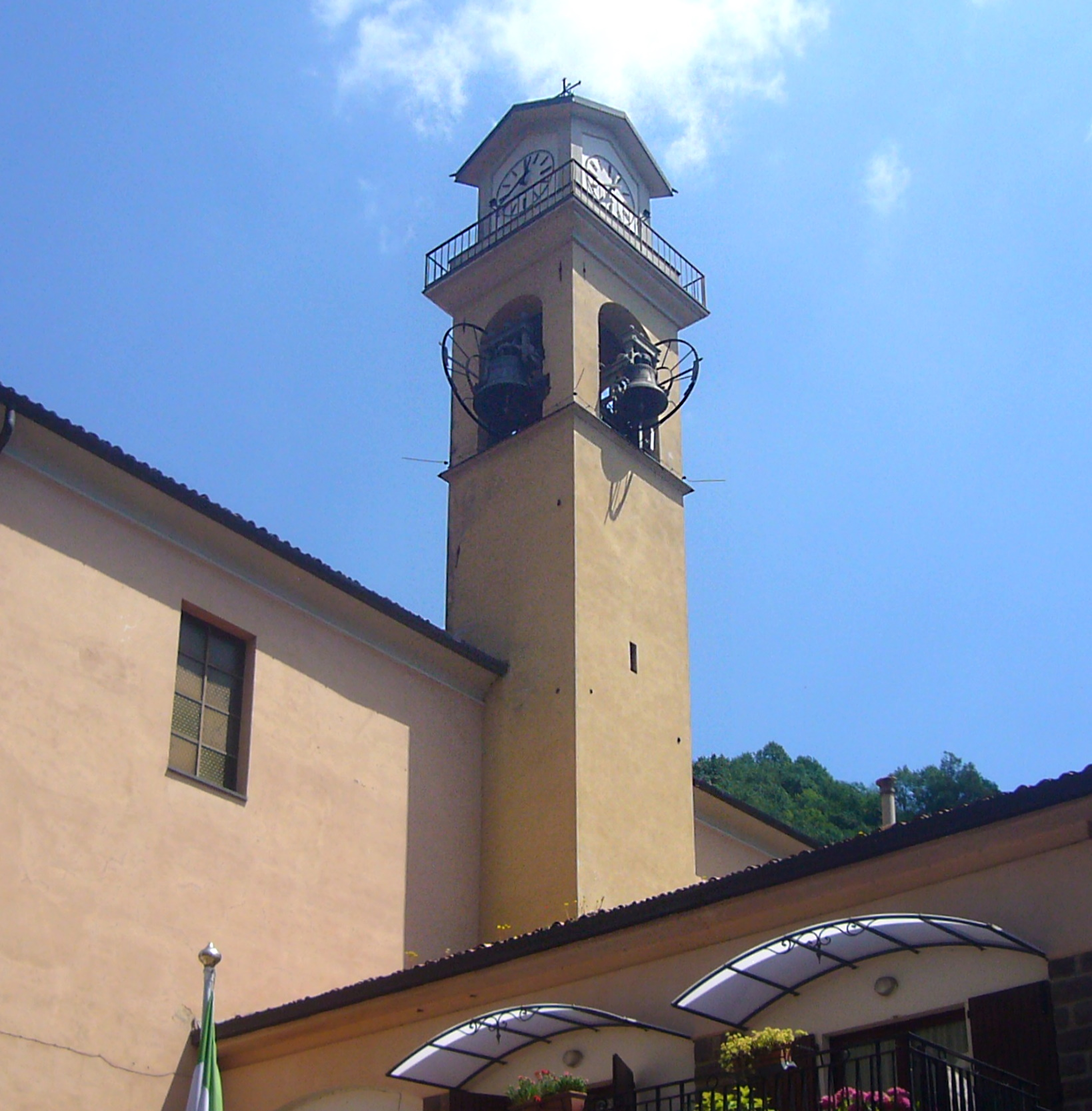
Il campanile

L'originaria chiesa dei Santi Filippo e Giacomo sorse nel 1525 e nel 1539 venne abbellita e dotata di una stanza per il cappellano; nel 1550 si procedette alla realizzazione dell'altare maggiore e alla dotazione di una campana.
Questo luogo di culto venne eretto a parrocchiale nel 1749 con decreto del vescovo di Brescia Angelo Maria Querini datato 11 giugno; nel 1786 venne condotto un ampliamento in occasione del quale si provvide a ricostruire l'area del coro.
Alla fine del XIX secolo la chiesa era insufficiente a soddisfare le esigenze dei fedeli: così, il parroco don Giulio Donati decise di farla ingrandire e stese i relativi disegni, poi sistemati dall'architetto Carlo Melchiotti. Tuttavia, siccome l'edificio, nella posizione in cui si trovava, ostacolata la posa dei binari della costruenda tranvia della Val Trompia, si optò poi per una riedificazione integrale e di conseguenza il Melchiotti modificò il progetto. La cerimonia di posa della prima pietra della nuova parrocchiale si tenne il 19 novembre 1899 e i lavori terminarono nel 1901, con la consacrazione impartita il 22 settembre di quell'anno dal vescovo Giacomo Maria Corna Pellegrini.
Tra il 1924 e il 1926 Vittorio Trainini dipinse gli affreschi della volta. 
Nella seconda metà degli anni sessanta si procedette all'esecuzione dell'adeguamento liturgico secondo le usanze postconciliari mediante l'aggiunta dell'altare rivolto verso l'assemblea; nel 1975 l'organo fu oggetto di un restauro eseguito da Galdino Tagliabue.
Il 14 aprile 1989, secondo quanto stabilito dal Direttorio diocesano per le zone pastorali, la chiesa entrò a far parte della zona pastorale dell'Alta Val Trompia.

## Descrizione

### Esterno
La facciata a salienti della chiesa, rivolta a occidente, è suddivisa da una cornice marcapiano aggettante in due registri, entrambi scanditi a lesene: quello inferiore presenta centralmente il portale d'ingresso, mentre quello superiore, coronato dal frontone, è caratterizzato da una finestra timpanata.
Annesso alla parrocchiale si erge il campanile a base quadrata, la cui cella presenta su ogni lato una monofora a tutto sesto.

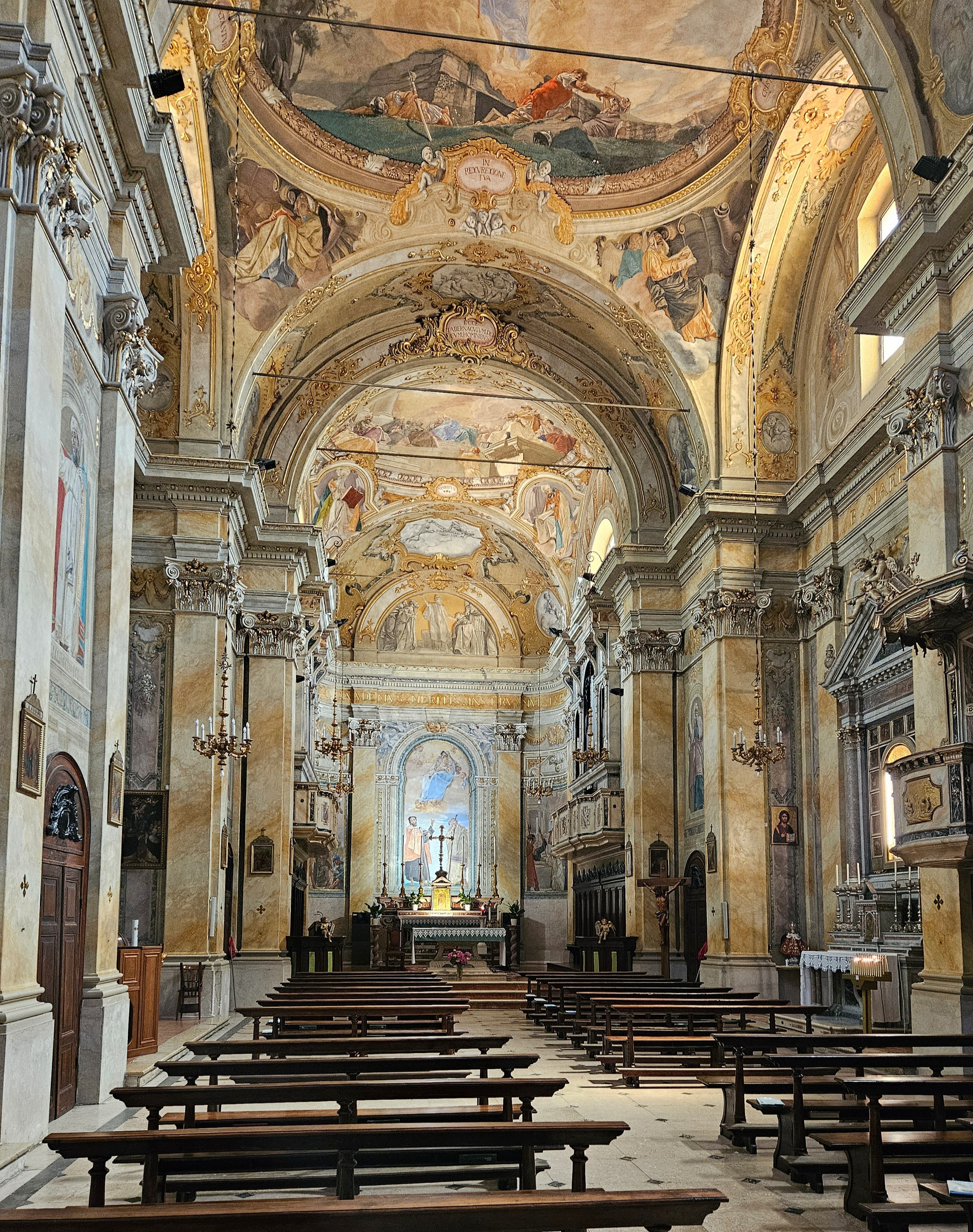
L'interno

### Interno
L'interno dell'edificio si compone di un'unica navata, sulla quale si affacciano le cappelle laterali, introdotte da archi a tutto sesto, e le cui pareti sono scandite da lesene sorreggenti la trabeazione modanata e aggettante sopra la quale si impostano le volte; al termine dell'aula si sviluppa il presbiterio, rialzato di alcuni gradini, coperto da volta a vela e chiuso dalla parete di fondo piatta.
Qui sono conservate diverse opere di pregio, tra le quali il polittico raffigurante il Padre Eterno che sovrasta il Cristo morto, sorretto dalla Madonna e da san Giovanni, e i santi Stefano Lorenzo, Filastrio, Sebastiano, Rocco e Calogero, risalente presumibilmente al 1530, la pala ritraente la Madonna col bambino insieme ai Santi Caterina, Domenico e Felice, datata 1705, e la tela che rappresenta la Madonna con i santi Antonio Abate e Luigi Gonzaga, realizzata da Santo Cattaneo.